# John Compton
John George Melvin Compton (Canouan, 29 de abril de 1925 - 7 de septiembre de 2007) fue un político santaluciano que fue primer primer ministro tras la independencia en febrero de 1979. Habiendo dirigido Santa Lucía bajo el dominio británico de 1964 a 1979, Compton sirvió como primer ministro tres veces: brevemente en 1979, nuevamente de 1982 a 1996, y de 2006 hasta su muerte en 2007. Cofundó el conservador Partido Unido de los Trabajadores (UWP) en 1964; dirigió el partido hasta 1996, nuevamente de 1998 a 2000, y nuevamente de 2005 a 2007.  

## Biografía
Compton nació el 29 de abril de 1925 en Canouan, San Vicente y las Granadinas, y desde septiembre de 1939, se trasladó a vivir a Santa Lucía. Asistió al University College of Wales de 1948 a 1949 y a la London School of Economics de 1949 a 1951;  fue admitido en el Colegio de Abogados el 7 de agosto de 1951.
En 1968, se casó con Barbara Janice Clarke, con quien tendría cinco hijos. Janine, Shawn, Maya, 

## Trayectoria
Compton entró en la política en 1954 , postulándose con éxito para el escaño Micoud/Dennery en el Consejo Ejecutivo de Santa Lucía como independiente. Se convirtió en miembro del Consejo de Asuntos Sociales en 1955,  y sirvió en este puesto hasta que el Sistema de Comités fue reemplazado por el Sistema Ministerial en 1956.  Ese mismo año, se unió al Partido Laborista de Santa Lucía (SLP). Participó en una huelga de trabajadores azucareros en 1957 y fue multado por obstruir carreteras.  Reelegido en 1957, Compton se convirtió en ministro de Comercio y Producción en 1958;  también fue nombrado líder adjunto del SLP  bajo el mandato de George Charles. En 1960 fue reelegido ministro de Comercio e Industria cuando Charles se convirtió en el primer ministro principal.  Aunque Compton fue reelegido en 1961, decidió no unirse al Consejo Ejecutivo. Objetando a los nuevos ministros del SLP,  abandonó el SLP y formó un nuevo partido, el Movimiento Nacional del Trabajo.
En 1964, Compton fusionó el Movimiento Nacional del Trabajo con otro partido de la oposición, el Partido Progresista del Pueblo, para formar el Partido Unido de los Trabajadores (UWP). Este nuevo partido ganó las elecciones generales de 1964, convirtiendo a Compton en el nuevo primer ministro.

### Administración bajo el dominio británico, 1964-1979
Durante su mandato, Compton trabajó por la independencia de Santa Lucía del dominio británico. Cuando Santa Lucía se convirtió en Estado Asociado del Reino Unido el 1 de marzo de 1967, una decisión que puso al gobierno santalucense a cargo de los asuntos internos de la isla, Compton se convirtió en el primer y único primer ministro de Santa Lucía.  En la conferencia celebrada entre abril y mayo de 1966 que condujo a este cambio, Compton criticó duramente al gobierno británico por excluir ciertos temas y lo acusó de favorecer la "ciudadanía de segunda clase para personas de otro color".  
Tras la victoria del UWP en las elecciones de 1974, Compton impulsó las negociaciones que condujeron a la independencia,  que se logró el 22 de febrero de 1979; Compton se convirtió en el primer primer ministro de la nación recién independizada.

### Como primer ministro y en la oposición, 1979-1996
Unos meses después de la independencia en 1979, el UWP fue derrotado en las elecciones por el SLP, y Compton se convirtió en líder de la oposición. El gobierno del SLP se derrumbó en octubre de 1982, y el UWP ganó las elecciones posteriores en noviembre de 1982; Compton volvió a ser primer ministro. También ocupó la cartera adicional de ministro de Finanzas, Planificación y Desarrollo.  Permaneció en el cargo hasta su jubilación en 1996; fue reemplazado por su sucesor elegido, Vaughan Lewis . Compton se convirtió en consultor legal.
Durante su mandato, las políticas de Compton fueron conservadoras, prooccidentales y anticomunistas. También promovió una mayor integración regional: al dejar el cargo en 1996, expresó su decepción por el hecho de que la población de la región seguía siendo un "pueblo dividido y disperso por el mar Caribe".

### Después de 1996
Fue reelegido como líder del UWP en 1998,  sin embargo, fue reemplazado como líder por Morella Joseph en 2000.  Compton luego se unió a George Odlum para formar la Alianza Nacional,  que no tuvo mucho éxito en las elecciones de 2001.
El 13 de marzo de 2005, el UWP eligió a Compton, que entonces tenía 80 años, como su líder nuevamente en una convención del partido en Soufriere; recibió 260 votos contra 135 de Vaughan Lewis.
Durante las elecciones generales de 2006, Compton evitó las preocupaciones de los medios sobre su edad e hizo campaña activamente, comentando que era diferente a prepararse para competir en los Juegos Olímpicos.  A pesar de que las encuestas de opinión pronosticaban un nuevo mandato para el Partido Laborista de Santa Lucía, en el poder, Compton llevó al UWP a la victoria el 11 de diciembre de 2006.  Fue elegido para el escaño de Micoud North sobre el candidato del SLP, Silas Wilson.  Prestó juramento como primer ministro el 15 de diciembre.  Su gabinete prestó juramento el 19 de diciembre, con Compton como primer ministro y ministro de Finanzas.

## Enfermedad y muerte
El 1 de mayo de 2007, Compton fue hospitalizado en la ciudad de Nueva York después de sufrir una serie de accidentes cerebrovasculares.  Se enfermó mientras visitaba a un médico para un chequeo normal.
Compton regresó a Santa Lucía el 19 de mayo. Retomó temporalmente el poder a principios de junio para supervisar una reorganización del gabinete, en la que permaneció como primer ministro, pero cedió la cartera de finanzas al primer ministro interino Stephenson King.  El 11 de julio, asistió a una reunión con varios ministros del gabinete, la primera vez que lo hacía desde los derrames cerebrales.
A fines de julio, se anunció que Compton renunciaría a fines de 2007. El 26 de agosto, Compton fue ingresado en el Hospital Tapion en Castries porque tenía problemas para respirar  debido a una neumonía. Mientras estaba allí, se supo que había sufrido otro derrame cerebral mientras se recuperaba de los derrames anteriores.  El 1 de septiembre, fue trasladado a Martinica para recibir tratamiento  de su neumonía.  Mientras estaba allí, su condición empeoró y le colocaron en un respirador. El 4 de septiembre, los médicos decidieron que su condición era desesperada; el 5 de septiembre, fue devuelto al Hospital Tapion en Santa Lucía para morir.  Murió allí el 7 de septiembre de 2007.  El primer ministro interino King declaró dos semanas de luto, a partir del 8 de septiembre.
| Predecesor: - | Primer ministro de Santa Lucía 1979 | Sucesor: Allan Louisy |

| Predecesor: Michael Pilgrim | Primer ministro de Santa Lucía 1982 _ 1996 | Sucesor: Vaughan Lewis |

| Predecesor: Kenneth Anthony | Primer ministro de Santa Lucía 2006 _ 2007 | Sucesor: Stephenson King |

## Enlaces relacionados
- Partido Unido de los Trabajadores de Santa Lucía
- Política y gobierno de Santa Lucía
- Lista de gobernantes de Santa Lucía